# Abel Huntington
Abel P. Huntington Jr. (ur. 21 lutego 1777 w Norwich, zm. 18 maja 1858 w East Hampton) – amerykański lekarz, polityk, członek Partii Demokratyczno-Republikańskiej,a następnie Partii Demokratycznej.

## Działalność polityczna
W okresie od 4 marca 1833 do 3 marca 1837 przez dwie kadencje był przedstawicielem 1. okręgu wyborczego w stanie Nowy Jork w Izbie Reprezentantów Stanów Zjednoczonych.
Jego syn George Lee Huntington (1811-1881) i wnuk George Huntington (1850-1916) również byli lekarzami.